# Mystacina větší
Mystacina větší (Mystacina robusta) byl či je kriticky ohrožený druh náležící do čeledi mystacinovití (Mystacinidae) a rodu mystacina (Mystacina). Místním jazykem se nazývala waitoreke.

## Vzhled
Mystacina větší byla středně velkým netopýrem, dosahovala velikosti kolem 9 cm, rozpětí křídel činilo až 31 cm a hmotnost až 35 g. Příbuznou mystacinu novozélandskou (M. tuberculata), k níž byla historicky řazena jako její poddruh, velikostí přesahovala i o třetinu. Vyznačovala se podsaditým tělem se špičatýma ušima a krátkým ocasem, srst měla hnědé zbarvení. Mystaciny nebyly příliš dobrými letci a málokdy vystoupaly do výšky větší než tři metry. Složená křídla mohla naopak sloužit jako „běžné“ přední končetiny a umožňovala jejich nositeli prodírat se podrostem.

## Biologie
Mystacina větší byla či je endemitem Nového Zélandu. Ze subfosilních záznamů vyplývá, že obývala Severní a Jižní ostrov, nicméně v době evropské kolonizace byl její výskyt omezen na ostrůvky v okolí Stewartova ostrova (jako ostrov Big South Cape). Domovinu mystacin větších představovaly lesy, přičemž hřadovaly v jeskyních, norách mořských ptáků a možná také ve stromových dutinách. O chování tohoto druhu se mnoho neví. Ve svém areálu výskytu zastupoval nebo zastupuje ekologickou roli hlodavců, kteří na ostrov nepronikli. Asi tak hodinu až dvě po západu slunce začaly být mystaciny aktivní. Skladba potravy zůstala u mystaciny větší neznámá, nicméně očekává se, že se podobala složení potravy mystaciny novozélandské, tj. jídelníček zahrnoval členovce, ovoce, nektar a pyl, případně i ptačí holátka. Systém páření byl zřejmě monogamní, zdá se, že se rodiče pářili pouze jedenkrát za rok a narodilo se (duben–květen) jim jedno mládě.

## Ohrožení
Již zhruba v 19. století v době evropské kolonizace obývala mystacina svůj zmenšený areál výskytu a poslední netopýři žili na ostrovech Big South Cape a blízkém ostrově Putauhina. Pro mystacinu větší se stala hlavní hrozbou introdukce krys ostrovních (Rattus exulans). Na ostrovy došlo v 60. letech 20. století k zavlečení krys a pokles byl velice rychlý. Mystaciny nebyly pozorovány už v roce 1967. Roku 1988 mystacinu větší Mezinárodní svaz ochrany přírody označil za vyhynulou. Na obou ostrovech později došlo k vyhubení nepůvodních krys (populace mystacin novozélandských se rovněž po vyhubení nepůvodních predátorů stala stabilnější) a po těchto krocích přišla hlášení o spatření netopýrů na Putauhině a na Big South Cape. Byla zaznamenána také echolokace, jíž mohl tento druh vydávat. Došlo k přeřazení mezi kriticky ohrožené druhy a v tomto ohledu je třeba nutně provést další průzkumy. Jakákoli zbývající populace by byla nepatrná, zahrnovala by méně jak 50 dospělců. Úmluva o mezinárodním obchodu s ohroženými druhy volně žijících živočichů a planě rostoucích rostlin mystacinu větší nezaznamenává.